# 若葉台 (横浜市)
若葉台（わかばだい）は、神奈川県横浜市旭区の地名。現行行政地名は若葉台一丁目から若葉台四丁目。住居表示実施区域。

## 地理
旭区の北西部に位置し、南に上川井町、東に緑区三保町、北に緑区霧が丘、西に緑区長津田町と接している。町域の大半は、神奈川県住宅供給公社により開発された大規模団地「横浜若葉台団地」である。

## 歴史

### 沿革
- 1979年（昭和54年）
  - 2月25日 - 土地区画整理事業（若葉台）[6]の換地処分に伴い上川井町の一部から若葉台一丁目、若葉台ニ丁目、若葉台三丁目、若葉台四丁目を新設する[7]。
  - 3月26日 - 若葉台一丁目で住居表示を実施する[7]。
- 1981年（昭和56年）3月1日 - 若葉台二丁目で住居表示を実施する[7]。
- 1982年（昭和57年）7月19日 - 若葉台三丁目で住居表示を実施する[7]。緑区三保町、十日市場町、長津田町の各一部を若葉台二丁目に編入。緑区長津田町の一部を若葉台四丁目に編入する[7]。
- 1983年（昭和58年）5月1日 - 若葉台四丁目で住居表示を実施する[7]。

### 町名の変遷
| 実施後       | 実施年月日                | 実施前（各町名ともその一部） |
| ------------ | ------------------------- | ---------------------------- |
| 若葉台一丁目 | 1979年（昭和54年）2月25日 | 上川井町の一部               |
| 若葉台二丁目 | 1979年（昭和54年）2月25日 | 上川井町の一部               |
| 若葉台三丁目 | 1979年（昭和54年）2月25日 | 上川井町の一部               |
| 若葉台四丁目 | 1979年（昭和54年）2月25日 | 上川井町の一部               |

## 世帯数と人口
2025年（令和7年）6月30日現在（横浜市発表）の世帯数と人口は以下の通りである。
| 丁目         | 世帯数    | 人口     |
| ------------ | --------- | -------- |
| 若葉台一丁目 | 1,402世帯 | 2,591人  |
| 若葉台二丁目 | 1,910世帯 | 3,717人  |
| 若葉台三丁目 | 978世帯   | 1,807人  |
| 若葉台四丁目 | 2,338世帯 | 4,589人  |
| 計           | 6,628世帯 | 12,704人 |

### 人口の変遷
国勢調査による人口の推移。
| 年                 | 人口   |
| ------------------ | ------ |
| 1995年（平成7年）  | 19,538 |
| 2000年（平成12年） | 18,431 |
| 2005年（平成17年） | 16,826 |
| 2010年（平成22年） | 15,618 |
| 2015年（平成27年） | 14,519 |
| 2020年（令和2年）  | 13,456 |

### 世帯数の変遷
国勢調査による世帯数の推移。
| 年                 | 世帯数 |
| ------------------ | ------ |
| 1995年（平成7年）  | 5,834  |
| 2000年（平成12年） | 6,111  |
| 2005年（平成17年） | 6,119  |
| 2010年（平成22年） | 6,183  |
| 2015年（平成27年） | 6,222  |
| 2020年（令和2年）  | 6,139  |

## 学区
市立小・中学校に通う場合、学区は以下の通りとなる（2024年11月時点）。
| 丁目         | 番・番地等 | 小学校               | 中学校               |
| ------------ | ---------- | -------------------- | -------------------- |
| 若葉台一丁目 | 全域       | 横浜市立若葉台小学校 | 横浜市立若葉台中学校 |
| 若葉台二丁目 | 全域       | 横浜市立若葉台小学校 | 横浜市立若葉台中学校 |
| 若葉台三丁目 | 全域       | 横浜市立若葉台小学校 | 横浜市立若葉台中学校 |
| 若葉台四丁目 | 全域       | 横浜市立若葉台小学校 | 横浜市立若葉台中学校 |

## 事業所
2021年（令和3年）現在の経済センサス調査による事業所数と従業員数は以下の通りである。
| 丁目         | 事業所数  | 従業員数 |
| ------------ | --------- | -------- |
| 若葉台一丁目 | 13事業所  | 109人    |
| 若葉台二丁目 | 36事業所  | 529人    |
| 若葉台三丁目 | 51事業所  | 628人    |
| 若葉台四丁目 | 41事業所  | 2,282人  |
| 計           | 141事業所 | 3,548人  |

### 事業者数の変遷
経済センサスによる事業所数の推移。
| 年                 | 事業者数 |
| ------------------ | -------- |
| 2016年（平成28年） | 127      |
| 2021年（令和3年）  | 141      |

### 従業員数の変遷
経済センサスによる従業員数の推移。
| 年                 | 従業員数 |
| ------------------ | -------- |
| 2016年（平成28年） | 2,344    |
| 2021年（令和3年）  | 3,548    |

## 施設
- 星槎高等学校[17]
- 横浜市立若葉台小学校
- 横浜市立若葉台中学校
- 横浜市立若葉台特別支援学校[18]
- 旭警察署 若葉台交番
- 横浜若葉台郵便局[19]
- 横浜旭中央総合病院
- イムス横浜旭リハビリテーション病院[20]
- イトーヨーカドー 若葉台店[21]
- ヴィンテージ・ヴィラ横浜
- トレクォーレ横浜 若葉台

## その他

### 日本郵便
- 郵便番号 : 241-0801[3]（集配局：横浜旭郵便局[22]）

### 警察
町内の警察の管轄区域は以下の通りである。
| 丁目         | 番・番地等 | 警察署   | 交番・駐在所 |
| ------------ | ---------- | -------- | ------------ |
| 若葉台一丁目 | 全域       | 旭警察署 | 若葉台交番   |
| 若葉台二丁目 | 全域       | 旭警察署 | 若葉台交番   |
| 若葉台三丁目 | 全域       | 旭警察署 | 若葉台交番   |
| 若葉台四丁目 | 全域       | 旭警察署 | 若葉台交番   |